# Burg Kager

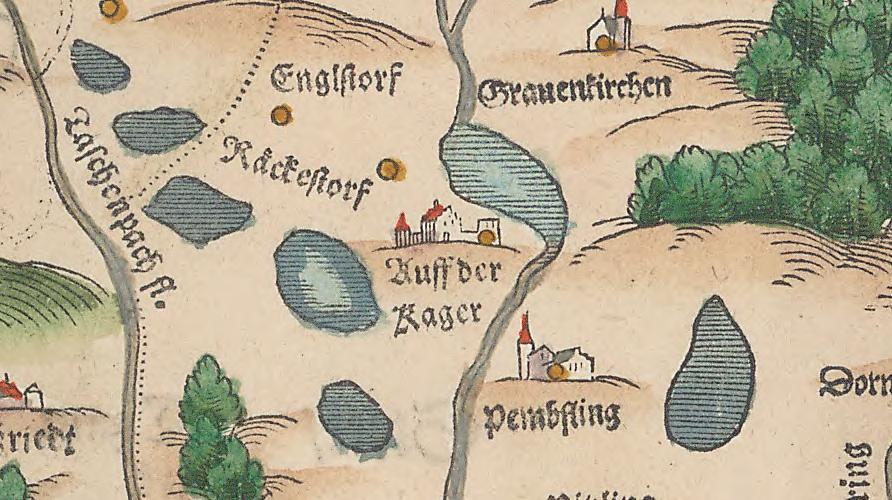
Kager auf der Landkarte des Philipp Apian von 1568

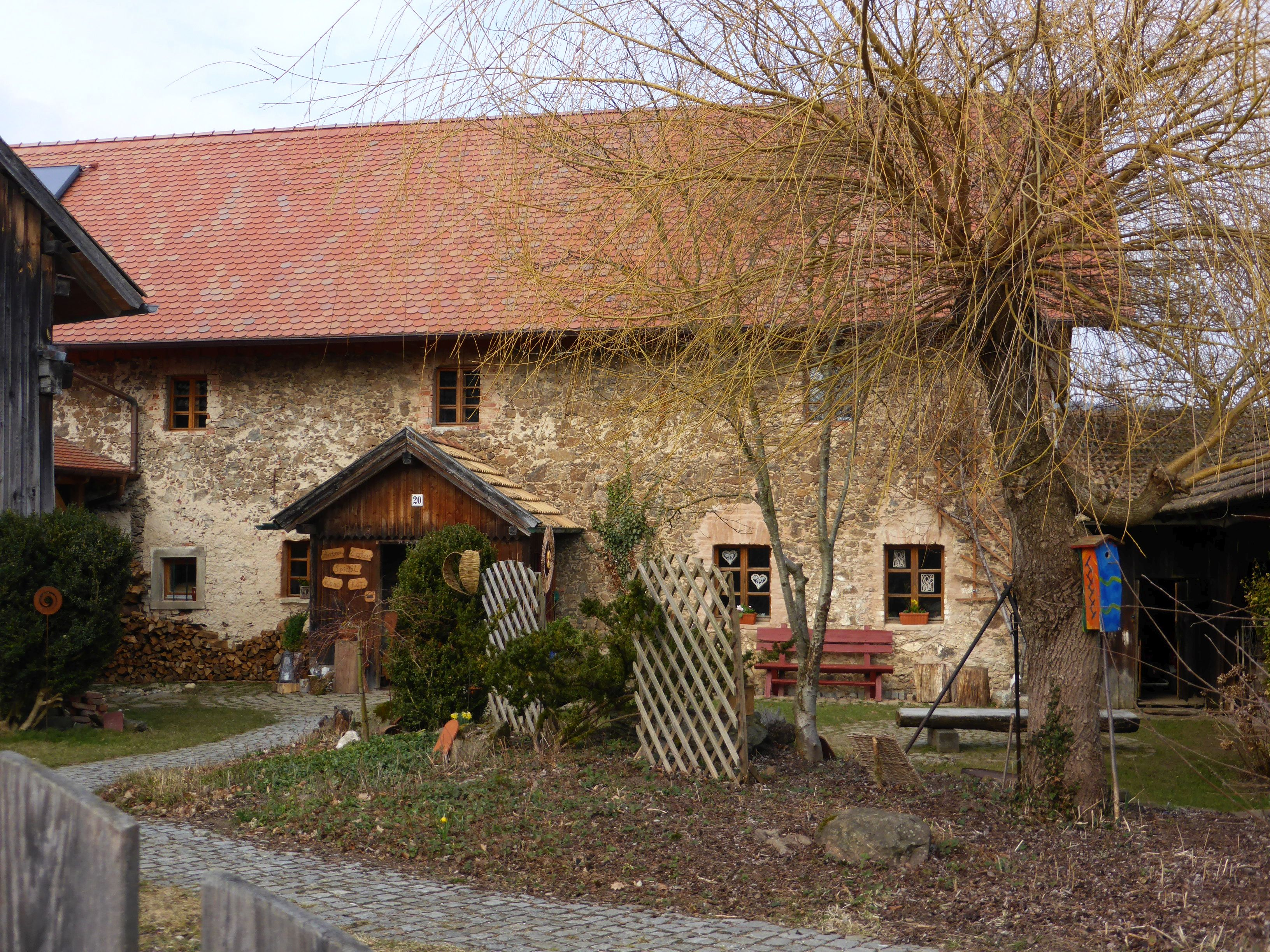
Wohnhaus Nr. 20 in Kager mit Mauerresten der ehemaligen Hofmarksgebäude

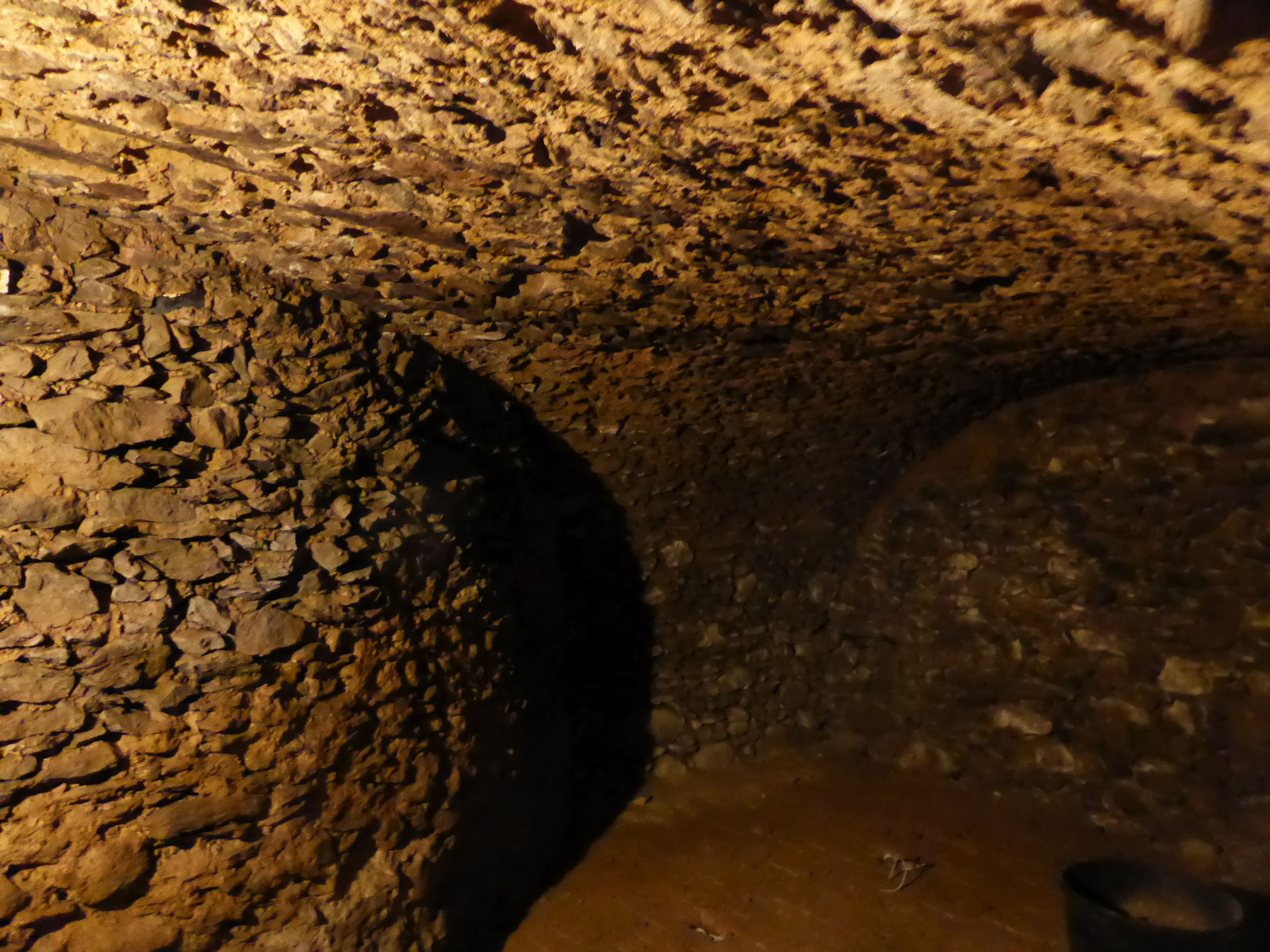
Kellergewölbe

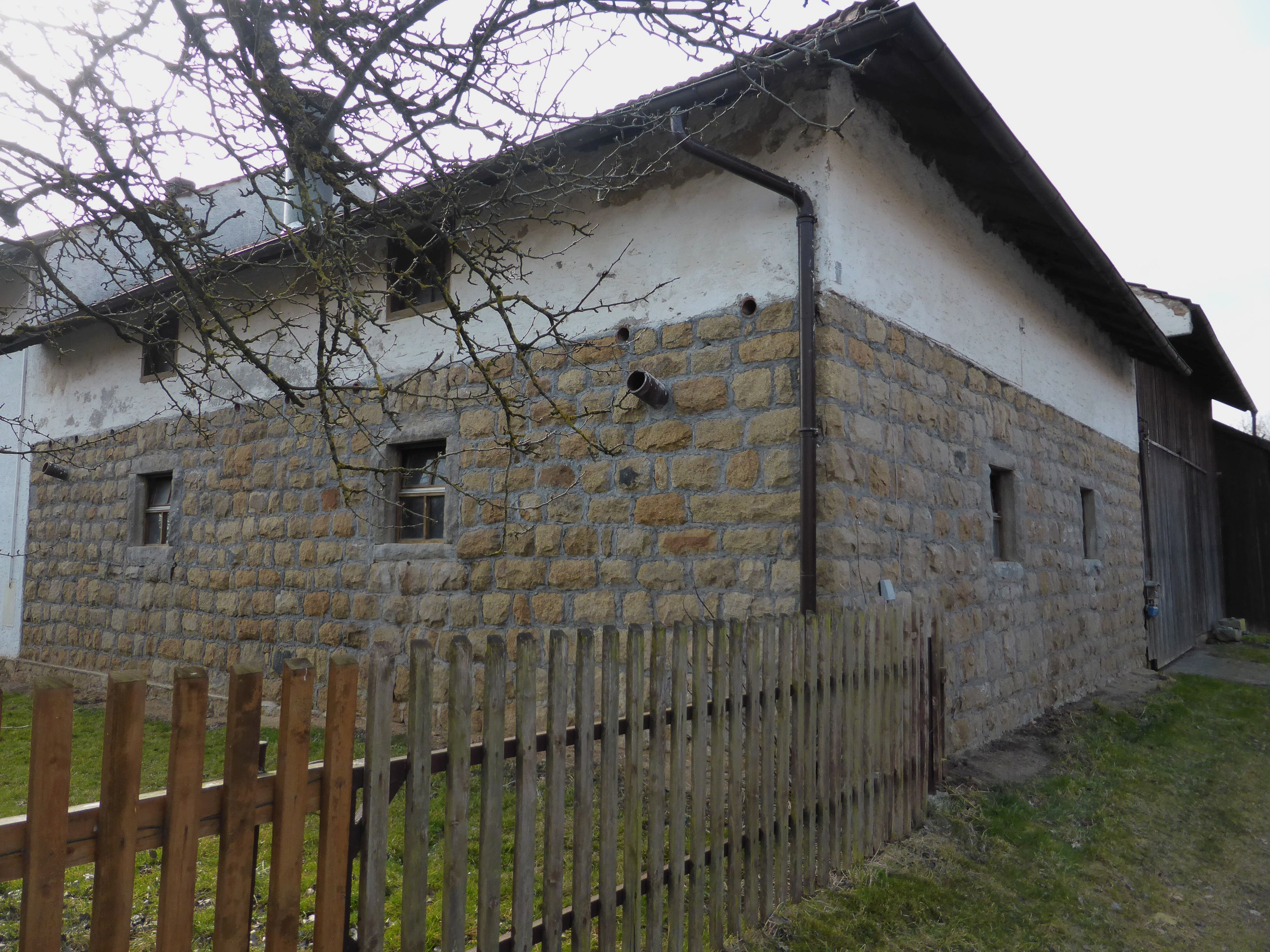
Bauernhof Moro und mögliche Mauerreste

Die fast vollständig abgegangene Burg Kager befindet sich im Dorf Kager der oberpfälzischen Gemeinde Pemfling im Landkreis Cham von Bayern. Das Anwesen lag auf dem höchsten Punkt eines etwa 20 m hohen, nach drei Seiten deutlich abfallenden Spornausläufers auf rund 407 m ü. NN.

## Geschichte
Der Name Kager leitet sich von kag (= Pfahlwerk, lebender Zaun) ab. Es war Teil der Pösinger Au, welche zur Ausstattung der Kapelle im Königshof Roding gehörte. Diese hat König Heinrich II. dem Stift der Alten Kapelle um 1002 übergeben, welches er wiederum dem Bistum Bamberg schenkte.
1364 gibt Hans der Sattelpoger dem Kloster Reichenbach zur Begleichung einer Schuld dy gut ze Kager; damals scheint also noch keine Burg in Kager gewesen zu sein. Ruprecht Donnersteiner erhält 1413 bei einem Streit um den Nachlass der Pemflinger deren ganzen Besitz mit Ausnahme daz dorff zu Kager mit allem zugehören, daz lehen ist von dem hochwirdigen bystumb zu Babenperg. D. h. Kager kann als Abkömmling des Besitzes der Pemflinger gelten, welche diesen Besitz als Lehen von dem Bistum Bamberg erhalten hatten. Seit 1454 sind die Eyttenharter als Inhaber beglaubigt, Ruprecht Eyttenharter nennt sich zue der Kager, sein Bruder Conrad nach Pemfling. Unter den Eyttenharter wird Kager laut der Landtafel von 1488 zu einer Hofmark; spätestens zu dieser Zeit muss die Burg entstanden sein. 1518 hat Mertein Zigler Kager als Lehen inne; dieser besaß auch eine der Burghuten zu Wetterfeld als Dienstlehen.
In der Landtafel sind ab 1539 die Muracher hier bezeugt. Jörg von Murach hat auch weitere Teile des Pemflinger Erbes in seine Hand bekommen. Auf ihn folgt ab 1550 Endreß Georg von Murach 1584 erhält dessen Stiefsohn Hans Christian Fuchs der Jüngere Kager aufgrund des Testamentes seines Stiefvaters Endres Georg von Murach. Der Besitz umfasste dabei auch Pemfling, Darstein, Döfering, Grafenkirchen, Löwendorf, Engelsdorf, Rhan, Balbersdorf und Rackelsdorf. Erst 1610 wird Kager allein an den Obristen Georg Wolf Kolb von Raindorf verkauft. Unter ihm oder unter seinem Sohn Hans Jakob wurde die Burg während des Dreißigjährigen Krieges zerstört und danach bescheidener wieder aufgebaut.
In der zweiten Hälfte des 17. Jahrhunderts sind hier die Schwenck ansässig. Im 18. Jahrhundert folgen ihnen u. a. Familien der von Vieregg und der von Drechsel: Am 21. Mai 1753 heiratet Anna Maria de Viereck, Tochter des Besitzers des Gutes Kager, Franz Anton de Viereck, wohnhaft in Kager, den Baron Karl Joseph de Drechsel aus Deuffstetten. Andreas von Moro kauft 1800 von Baron von Drechsel für 28000 Gulden das Landsassengut von Kager. Andreas von Moro wurde am 7. Februar 1765 in Hof bei Cham als Neffe des dortigen Hofmarkbesitzer Johann Franz Sinzl geboren; der Vater von Andreas von Moro, Heinrich von Moro, war mit der Schwester des Hofmarkbesitzers in Hof verheiratet. Am 10. Mai 1815 wurde „Andreas Franz Heinrich von Moro, quittierter Hauptmann und Inhaber des Sitzes Kager, samt seinen Geschwistern und Abkömmlingen beiderlei Geschlechts, bei der Adelsklasse Lit.M.Fol. 237 Act.No.4475“ in das Adelsregister des Königreiches Bayern eingetragen. Sein Vater Heinrich von Moro (1729–1786, Hauptmann in bayerischen Diensten) und sein Großvater Johann Peter Franz Anton von Moro (1682–1778, Generalmajor und Stadt-Commandant von Landshut) waren „Edle aus Venedig“ und in bayerischen Diensten. 1820 erteilt das Innenministerium dem Andreas von Moro  aus dem Adelsgeschlecht Moro die Genehmigung zur Errichtung eines Patrimonialgerichts II. Klasse.
1805 nimmt Andreas von Moro zusammen mit seiner Frau Antonia von Moro, geborene von Gleißenthal (geb. am 29. November 1764 in Schachendorf und getauft in Cham) Peter Moro als Pflegekind an. Peter Moro (geboren am 8. Oktober 1805 in Straubing, gestorben 27. Oktober 1853 in Cham) ist der uneheliche Sohn des Johann Peter Joseph von Moro, bayerischer Hauptmann und Bruder von Andreas von Moro. 1824 schenken Andreas und Antonia von Moro von ihrem 240 Tagwerk umfassenden Landsassengut, Hausnummer 1 (heute Nr. 18), knapp 5 Tagwerk und das „Wohnhaus für einen Oekonomen mit einer Stallung und einem Stadel“ ihrem Pflegesohn, Hausnummer 34 (heute 20). 1826 beantragt Peter Moro, in den Akten auch 'Schlosstoni' genannt, den Neubau eines neuen Hauses, damals Hausnummer 33, heute Nr. 111.

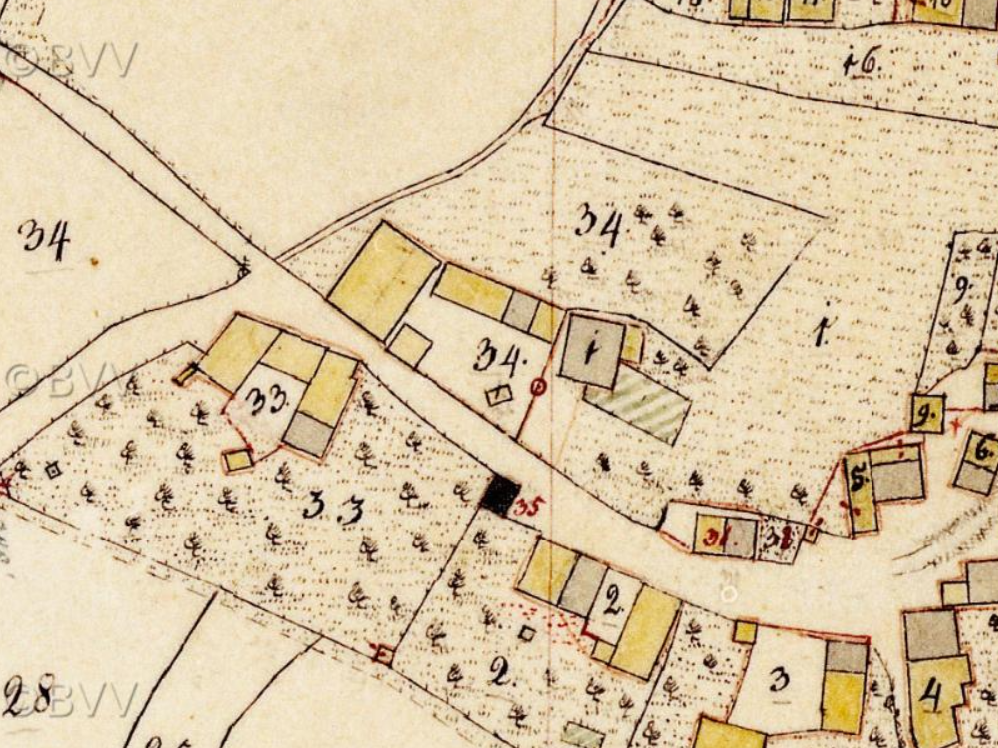
BayernAtlas(https://bayernatlas.de/) abgerufen am 26. Dezember 2022; Kager um 1830, Schloss Nr. 1 (heute Nr. 18, Neubau), Oekonomiegebäude Nr. 34 (heute 20 stark verändert), Neubau 1826 Nr. 33 (heute Neubau Nr. 111)

Andreas von Moro stirbt am 2. November 1829 an Lungenlähmung. Nun wurde die Witwe Antonia von Moro als „Besitzerin von Kager“ geführt. Sie beschenkte Anton Moro im März und Juni 1831 und verkaufte 1831 Teile der Hofmark an das Königreich Bayern. 1833 und 1840 beschenkte Antonia von Moro, nun als „vormalige Gutsbesitzerin zu Kager“, erneut ihren Pflegesohn Anton Moro. Antonia von Moro stirbt 1844.
Nachfahren der Moros leben heute noch in Kager. Nachfahren des Schlosstoni leben im Jahr 2022 im Raum Cham, Regensburg, Straubing, Kelheim, München, Frankfurt, Amberg und in der Schweiz.

## Burg Kager einst und jetzt
Nach der Landkarte der Philipp Apian von 1568 war Kager (Auff der Kager) eine ansehnliche zweigeschossige Burganlage. Der Palas ist einstöckig mit einem Treppengiebel eingezeichnet, von ihm gehen Mauern aus, welche jeweils in einem Turm enden; einer dieser Türme ist mit einem Spitzdach gedeckt, der andere – vielleicht der Eingangsturm – ist oben stumpf, besitzt vielleicht aber Zinnen.
Die ursprüngliche Burg dürfte in der zweiten Hälfte des 15. Jahrhunderts als Wohnburg und Hofmark der Eyttenharter erbaut worden sein. Vermutlich wurde die Burg im Dreißigjährigen Krieg zerstört und die Wehranlagen aufgegeben und nur das Hauptgebäude unter Verwendung älterer Teile wieder aufgebaut. 1831 sind lediglich drei aneinandergereihte Gebäude an einem freien Platz erkennbar. Von den alten Hofmarksgebäuden sind spärliche Mauerreste am Wohnhaus Nr. 20 zu erkennen (Mauern aus Bruchstein, die im unteren Geschoss bis 1,2 m dick sind, sich aber im 1. Stock auf 80 cm verjüngen). Zudem haben sich noch darunter liegende spätmittelalterliche tonnengewölbte Keller erhalten. Das Gebäude ist modern überformt worden. Weitere Mauerreste und ein Gewölbe wurden bei Baumaßnahmen in den 1960er Jahren in der Nachbarschaft angeschnitten. Spuren der einstigen Befestigung sind als Terrassenkante zu erahnen.